# ドルツィ川
ドルツィ川（ドルツィがわ、ベラルーシ語: Друць）はベラルーシのヴィーツェプスク州、マヒリョウ州、ホメリ州を流れる、ドニエプル川右岸の支流である。長さ295km、流域面積5020km²、河口での流量は30㎥/秒である。

## 地理
水源はヴォルシャ高地にある。ベレジナ平野の中央を通れ、岸は低く樹木に覆われている。河口では船の航行が可能である。流域の市にはタラチィンと、河口のラハチョウがある。また、中世には都市ドルツクが栄えていた。